# Milà-Sanremo 1990
La Milà-Sanremo 1990 fou la 81a edició de la Milà-Sanremo. La cursa es disputà el 17 de març de 1990, sent el vencedor final l'italià Gianni Bugno, que s'imposà en solitari per davant de l'alemany Rolf Gölz i el francès Gilles Delion.

## Classificació final
|    | Ciclista            | Equip                 | Temps      |
| -- | ------------------- | --------------------- | ---------- |
| 1  | Gianni Bugno        | Chateau d'Ax          | 6h 25' 06" |
| 2  | Rolf Gölz           | Buckler               | + 4"       |
| 3  | Gilles Delion       | Helvetia-La Suisse    | + 23"      |
| 4  | Moreno Argentin     | Ceràmica Ariostea     | + 31"      |
| 5  | Maurizio Fondriest  | Del Tongo-Rex         | m. t.      |
| 6  | Jean-Claude Colotti | R.M.O.                | m. t.      |
| 7  | Jesper Skibby       | TVM-Yoko              | m. t.      |
| 8  | Adriano Baffi       | Ceràmica Ariostea     | + 1' 02"   |
| 9  | Johan Museeuw       | Lotto-Super Club      | m. t.      |
| 10 | William Dazzani     | Italbonifica-Navigare | m. t.      |